# ژولیوس اشتیگلیتس
ژولیوس اشتیگلیتس (انگلیسی: Julius Stieglitz; ۲۶ مهٔ ۱۸۶۷ – ۱۰ ژانویهٔ ۱۹۳۷) شیمیدان اهل ایالات متحده آمریکا بود. عمده شهرت وی به دلیل کشف واکنش بازآرایی اشتیگلیتس در شیمی آلی است.
وی همچنین برندهٔ جوایزی همچون جایزه ویلارد گیبس شده‌است.